# Глера
Глера (итал. Glera) — технический (винный) сорт винограда, используемый для производства белых вин. 

## География
Относится к эколого-географической группе западноевропейских сортов винограда. Выращивают в Италии, Аргентине, Австралии. Главный регион для Глеры — это Венето, а если точнее, то область Конельяно-Валдобьядене, которая располагается чуть севернее города Тревизо.

## Основные характеристики
Сила роста лозы средняя. Лист средний или крупный, клинообразный, пятилопастный, реже трехлопастные. Нижняя поверхность листа покрыта опушением. Гроздь средняя или крупная удлинённо-коническая. Ягоды средней величины, округлые, имеет золотисто-жёлтую кожицу. Урожайность этого сорта винограда сильно зависит от условий (склонен к опаданию  завязей и ягод). Относится к сортам позднего периода созревания.

## Синонимы
Долгое время этот сорт винограда назывался «Просекко», но в 2009 году был изменен на «Глера», был принят соответствующий закон и теперь «Просекко» называется только вино. Другие встречающиеся названия:  Prosecco Bianco, Uva Pissona, Prosecco Tondo, Glere, Ghera, Prosecco Balbi, Grappolo Spargolo, Proseko Scirpina, Serpina.

## Применение

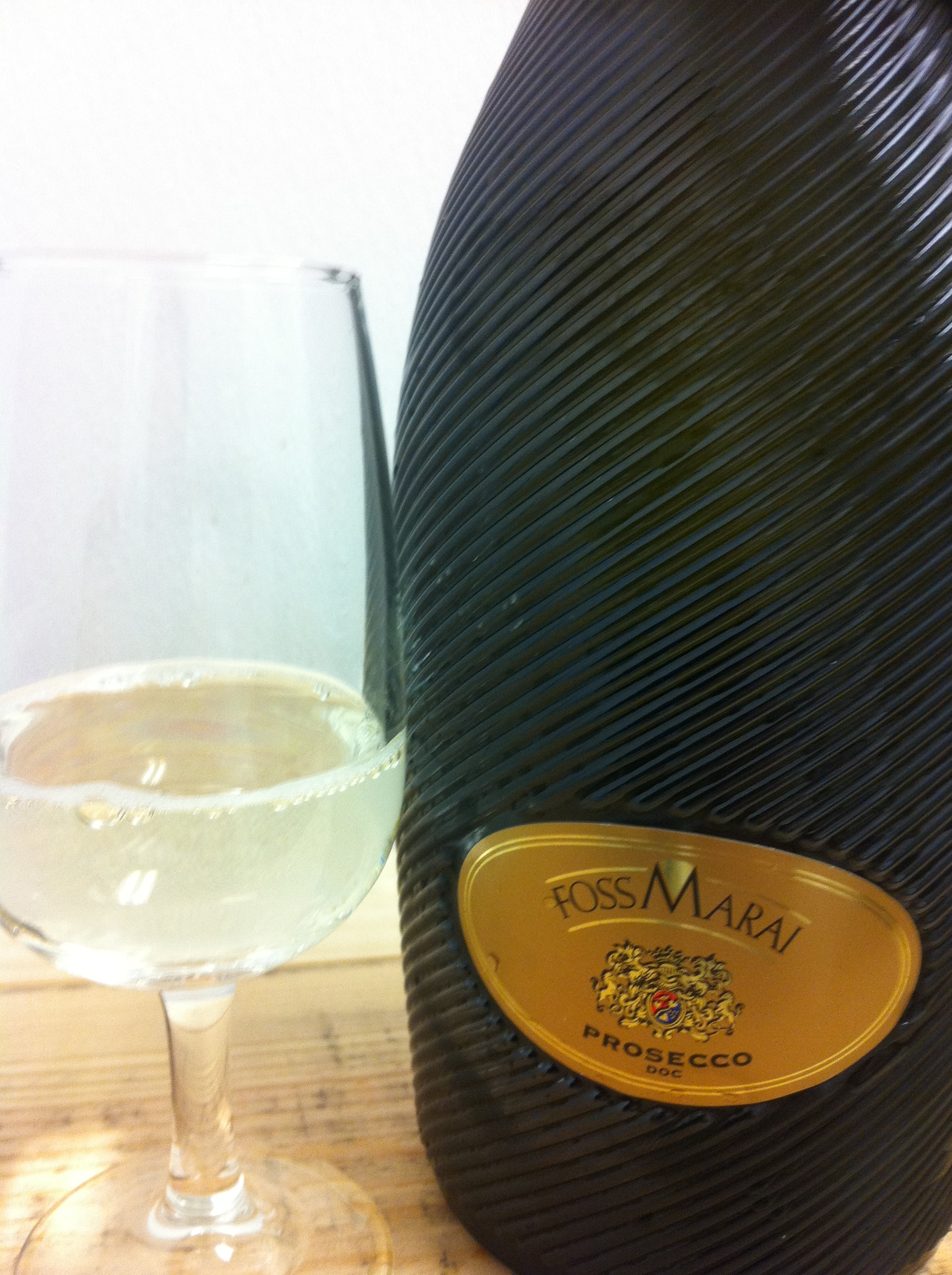
вино Prosecco из винограда Глера

Сорт является основой  для создания  вин: столовых,  игристых.